# Reformierte Kirche Pazen-Farden

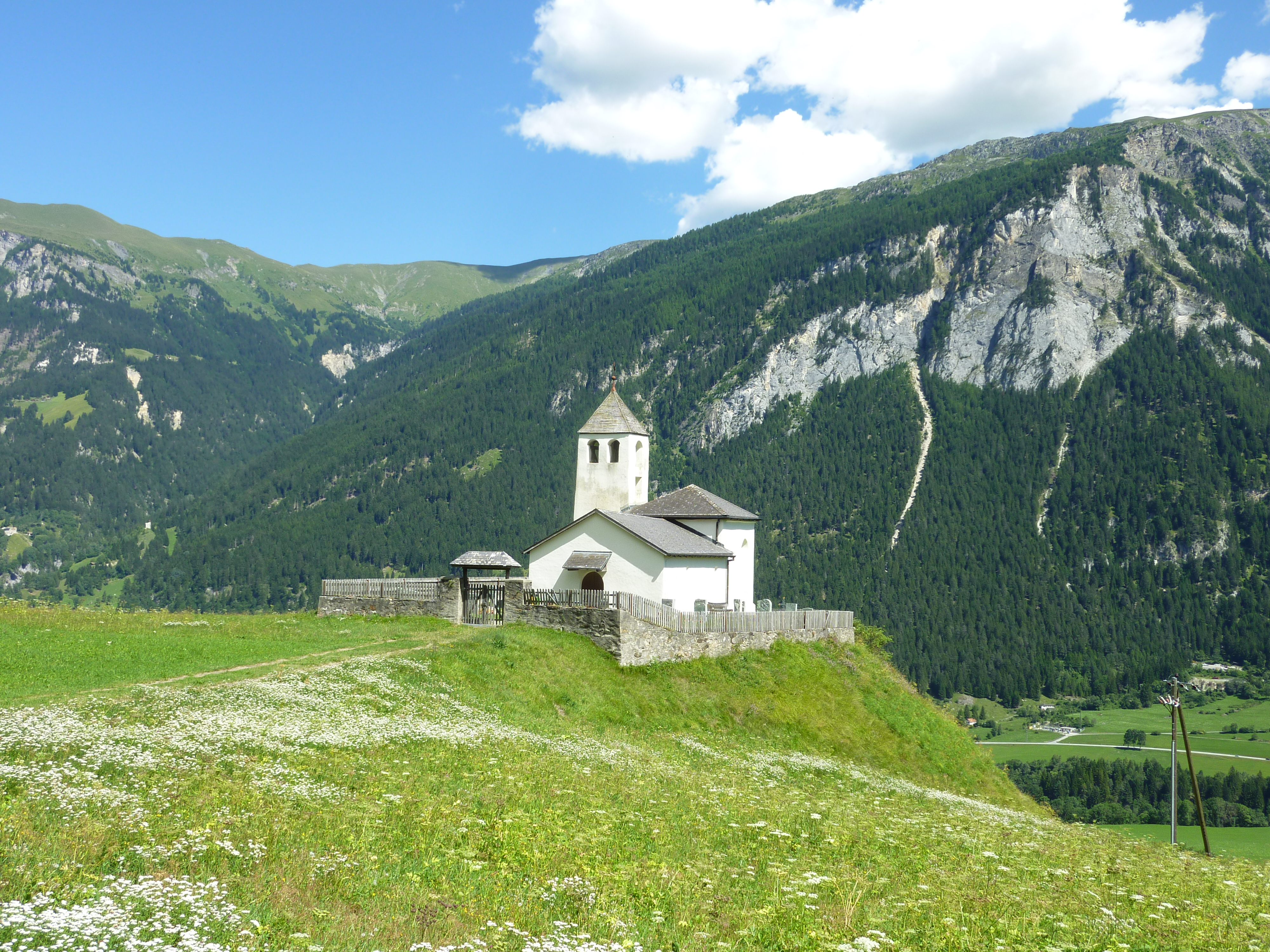
Die Kirche Pazen-Farden, an exponierter Lage jeder Witterung ausgesetzt

Die reformierte Kirche in Pazen-Farden (früher: Patzen-Fardün) am Schamserberg in der Gemeinde Muntogna da Schons ist ein evangelisch-reformiertes Gotteshaus unter dem Denkmalschutz des Kantons Graubünden. Die umfriedete Kirche liegt auf einem grasbewachsenen Vorsprung mitten im Berg und wird auch als Herz des Schamserbergs bezeichnet.

## Geschichte und Ausstattung

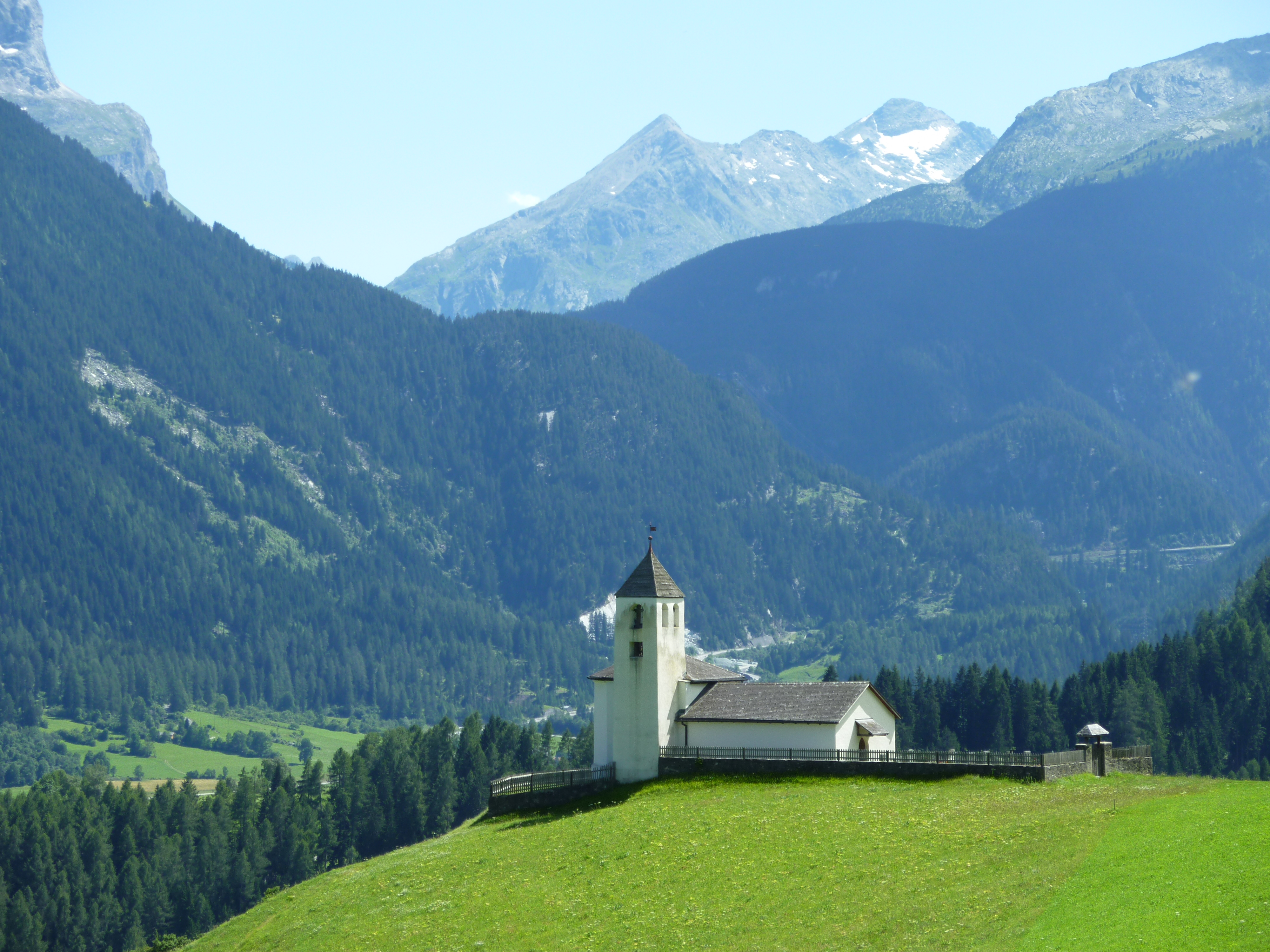
Ansicht von Norden

Die Einwohner von Patzen waren im Mittelalter Kirchgenossen von St. Martin in Zillis. 1407 wurde die Kirche gestiftet und unter dem Patrozinium des heiligen Nikolaus geweiht. An der Kirche wirkte ein eigener, vom Bistum Chur bewilligter Leutpriester.
Patzen nahm vor 1538 die Reformation an. Während der Bündner Wirren kam es 1627 zur Loslösung von Zillis und zum Zusammenschluss mit Donat, Casti und Clugin zu einer eigenen kirchlichen Gemeinschaft. 
Der Turm ist an der Talseite an das Kirchenschiff angebaut, beherbergt eine einstöckige Glockenstube mit zweifacher Öffnung in jede Himmelsrichtung und trägt ein Zeltdach.
Der Kirchenraum ist mit einer flachen Holzleistendecke überzogen. Der Chor ist mit einem sternförmigen Rippengewölbe gedeckt. In seiner Mitte steht ein Taufstein, der auch als Abendmahlstisch dient. Die schalldeckellose Kanzel ist dem Chor linksseitig vorangestellt. Es haben sich Reste von Wandmalereien eines unbekannten Malers erhalten. An der Südseite sind fünf Heilige abgebildet: unbekannt, Florinus von Remüs, Luzius von Chur, Emerita und Barbara von Nikomedien; an der Nordseite der heilige Michael. Die Malereien stammen vermutlich aus dem 15. Jahrhundert und werden einem süddeutschen Meister zugeschrieben.

## Kirchliche Organisation
Die Evangelisch-reformierte Landeskirche Graubünden führt Pazen als Predigtstätte der Kirchgemeinde Zillis/Schamserbergs.

## Bilder

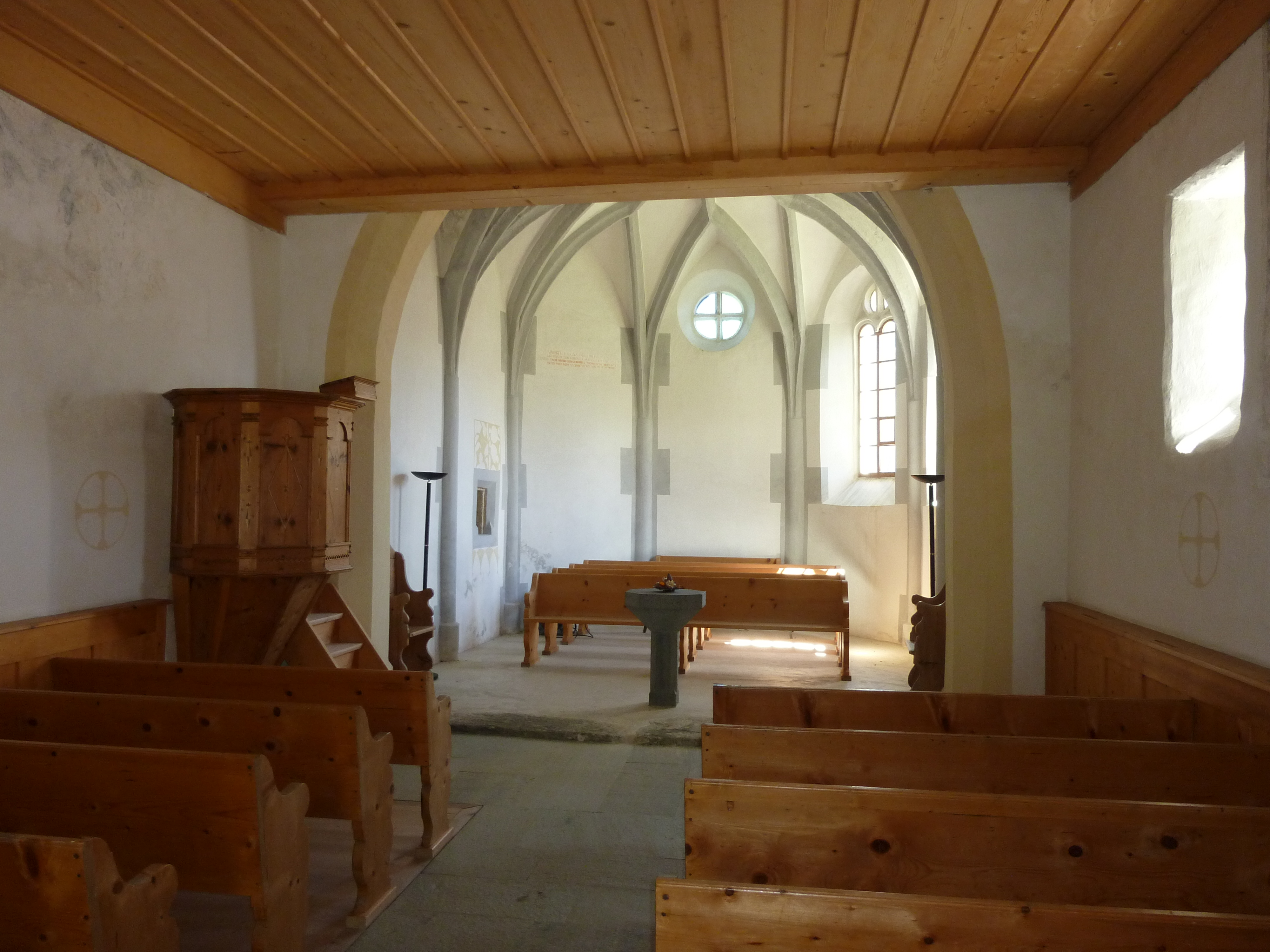
Blick in den Chor
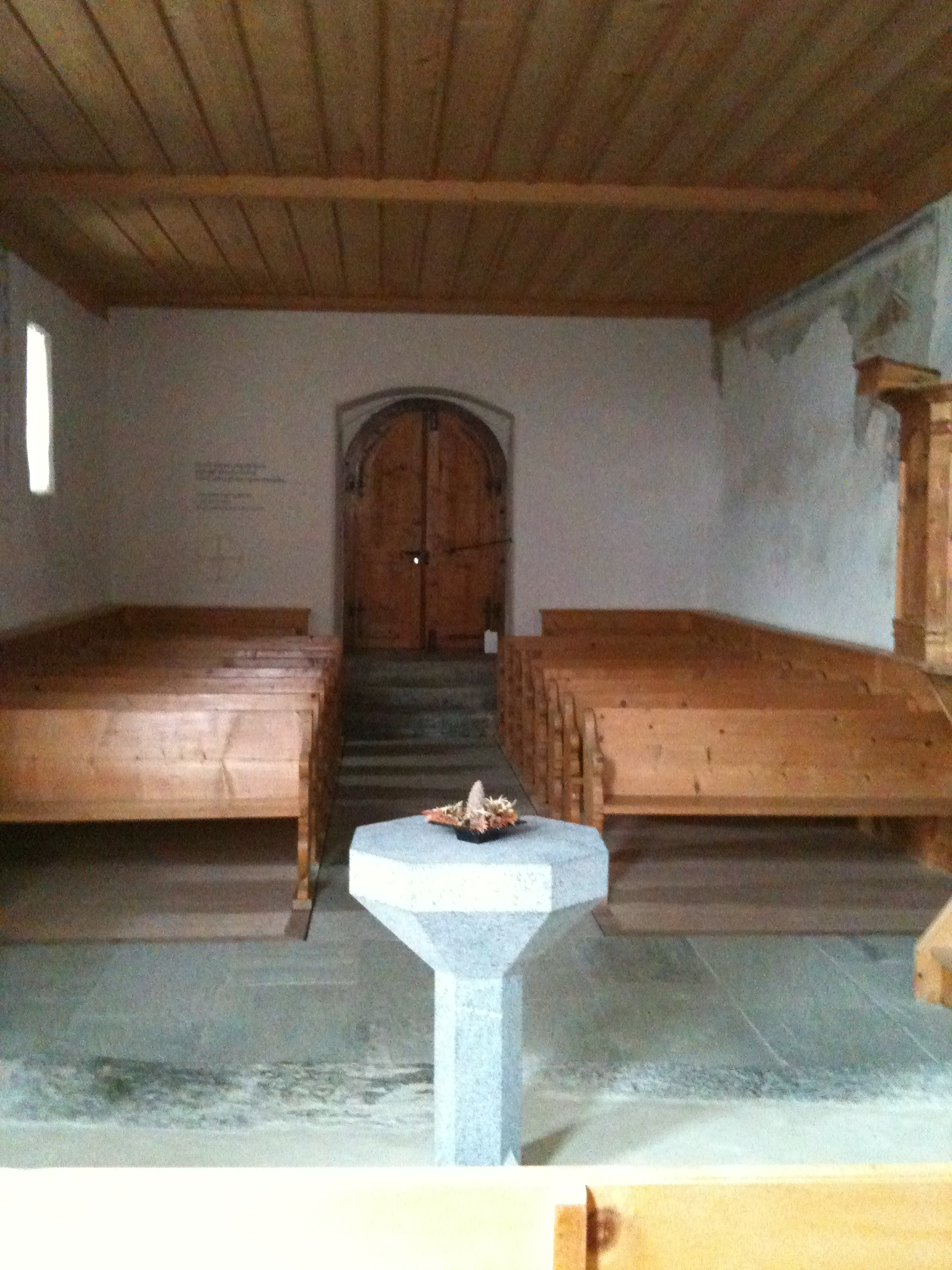
Blick aus dem Chor in den Kirchenraum
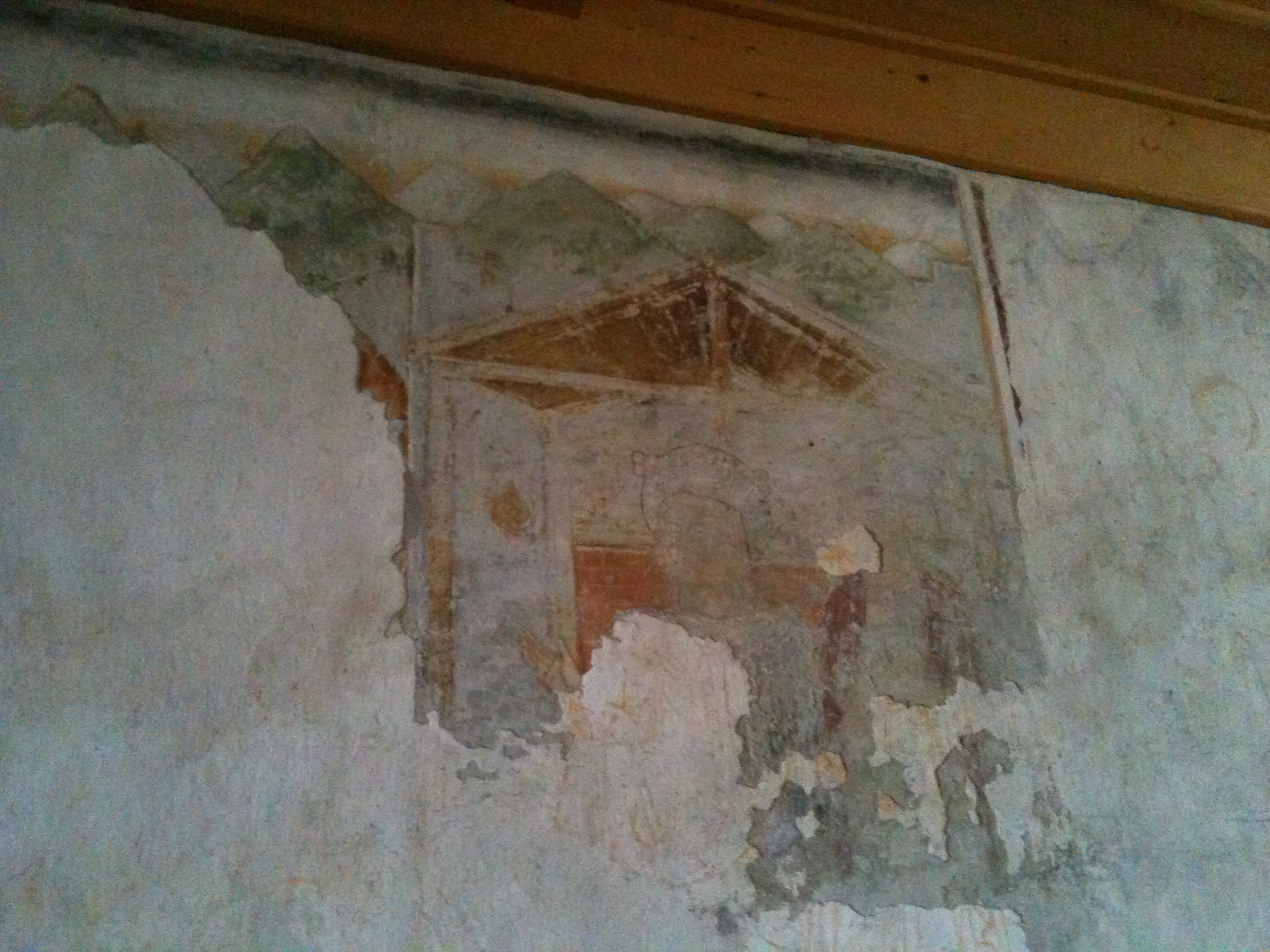
Fragment eines Wandgemäldes
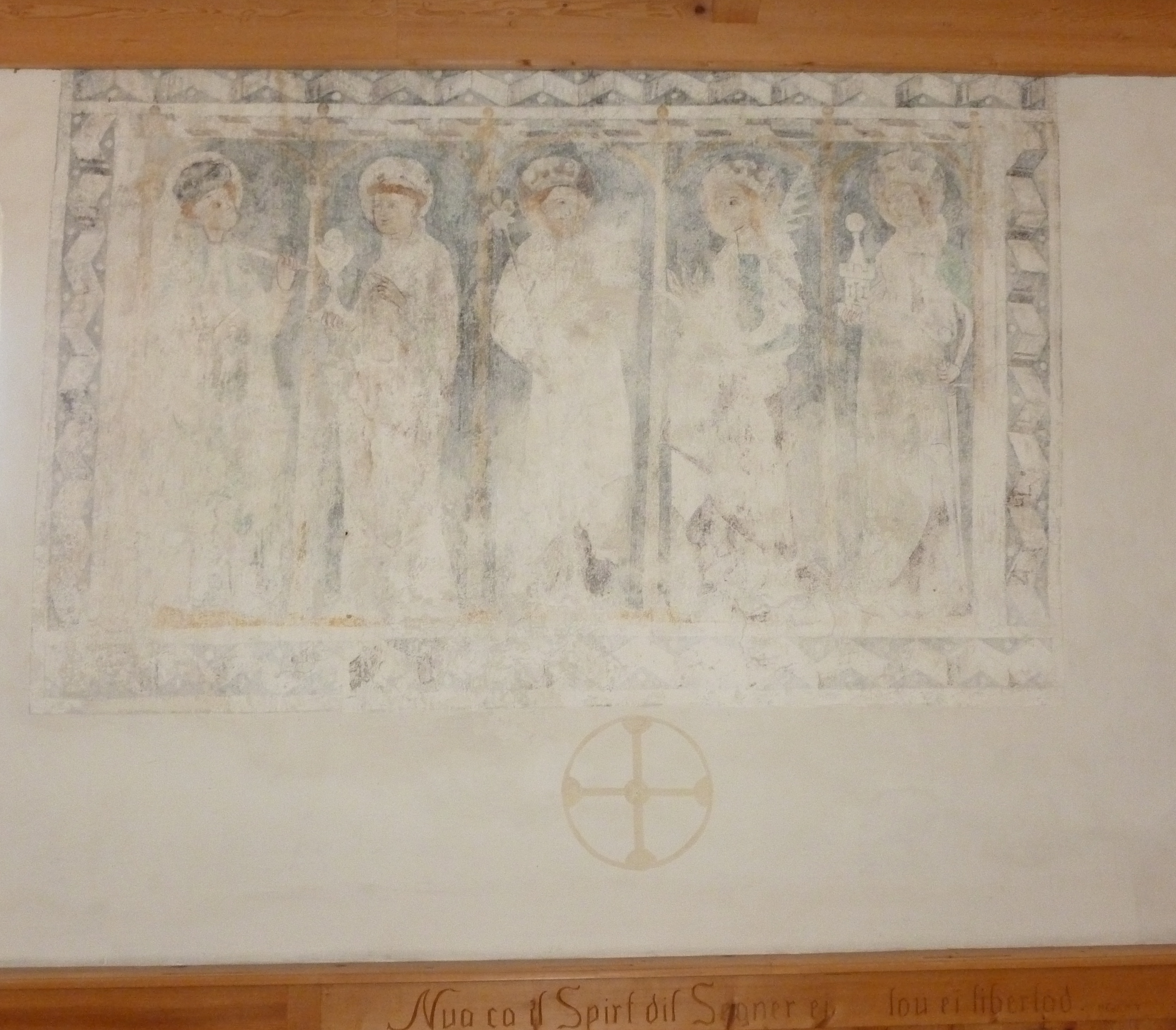
Fragment eines Heiligenzyklus